# ألفارو أنطونيو
ألفارو أنطونيو هو سياسي فلبيني، ولد في 19 فبراير 1952 في الفلبين. حزبياً، نشط في United Nationalist Alliance ‏.